# Yuki Christus
Yuki Christus (Amsterdam, 24 december 1997), wiens ware naam niet publiekelijk bekend is, is een Nederlands presentator. Hij is bekend als één van de presentatoren van de online hiphop-talkshow CONVO, samen met Défano Holwijn en Armin Shah.

## Biografie
Yuki Christus groeide op in de Bijlmer. Momenteel woont hij samen met zijn zus en haar zoon in Amsterdam-Zuid.
In 2016 verkreeg hij enige bekendheid door zijn betrokkenheid bij het YouTube-format HASHTAGDIEBOYS. Op 14 november 2017 startte hij, samen met Défano Holwijn en Armin Shah, de online talkshow CONVO voor Red Bull. In maart 2018 wonnen ze hiervoor de VEED Awards-aanmoedigingsprijs. Naast zijn werkzaamheden als presentator is Yuki Christus actief als host van evenementen en promoter op sociale media voor merken zoals Bacardi. Sinds 2023 is Christus werkzaam als presentator voor Omroep ZWART, waarvoor hij het online politieke programma Stemmingmakers presenteerde.

## Ophef
Eind 2019 kwam Yuki Christus ter sprake nadat hij in een aflevering van CONVO controversiële opmerkingen maakte over vrouwelijke hiphopartiesten, waarbij hij verkondigde dat "chicks op niks" zijn. Deze uitspraak leidde tot verontwaardiging en bracht een bredere discussie op gang over genderdynamiek en respect binnen de muziekindustrie.